# Liste der denkmalgeschützten Objekte in Wien/Margareten
Die Liste der denkmalgeschützten Objekte in Wien-Margareten enthält die 73 denkmalgeschützten unbeweglichen Objekte des 5. Wiener Gemeindebezirks Margareten.

## Denkmäler
| Foto |                 | Denkmal | Standort                                                  | Beschreibung | Metadaten |
| ---- | --------------- | --- | --------------------------------------------------------- | --- | --- |
| ja   | Datei hochladen | Wohnhausanlage der Gemeinde Wien, Eiselsberghof HERIS-ID: 10370 Objekt-ID: 6424 Wiener Wohnen: 102          | Bacherplatz 4 Standort KG: Margarethen                    | Identadressen Siebenbrunnengasse 34–36, Wimmergasse 40–48. Diese große kommunale Wohnhausanlage wurde in mehreren Phasen erbaut: der Trakt zum Bacherplatz wurde 1940 begonnen und 1948–1950 von Otto Schönthal weitergeführt, wobei auch der Teil bei der Siebenbrunnengasse einbezogen wurde, der im Jahr 1945 von Josef Friedl erbaut wurde. Diese Blöcke sind symmetrisch um einen Hof gruppiert, in dem sich ein Kindergarten befindet. | BDA-Hist.: Q38066172 Status: § 2a Stand der BDA-Liste: 2025-06-30 Name: Wohnhausanlage der Gemeinde Wien, Eiselsberghof GstNr.: 309/7, 868/5, 869/5 Eiselsberg-Hof                                                            |
| ja   | Datei hochladen | Wohnhausanlage der Gemeinde Wien HERIS-ID: 10372 Objekt-ID: 6426 Wiener Wohnen: 568                         | Blechturmgasse 23–27, unger. Nr. Standort KG: Margarethen | Diese Wohnhausanlage wurde 1949/50 von Josef Hoffmann erbaut. | BDA-Hist.: Q38066212 Status: § 2a Stand der BDA-Liste: 2025-06-30 Name: Wohnhausanlage der Gemeinde Wien GstNr.: 1512/29 Blechturmgasse 23-27                                                                                 |
| ja   | Datei hochladen | Wohnhausanlage der Gemeinde Wien HERIS-ID: 10373 Objekt-ID: 6427 Wiener Wohnen: 556                         | Brandmayergasse 24 Standort KG: Margarethen               | Diese Wohnhausanlage wurde 1928/29 von Fritz Judtmann und Egon Riss erbaut. Ein auffallendes Element sind die übereck geführten Halbloggien-Brüstungen mit eingestellten Glasveranden. | BDA-Hist.: Q38066224 Status: § 2a Stand der BDA-Liste: 2025-06-30 Name: Wohnhausanlage der Gemeinde Wien GstNr.: 776/1 |
| ja   | Datei hochladen | Johannes von Nepomuk-Kapelle, ehem. Linienkapelle HERIS-ID: 10450 Objekt-ID: 6509 Wien Kulturgut: 43573     | Bruno-Kreisky-Park Standort KG: Margarethen               | Diese ehemalige Linienkapelle wurde 1756 erbaut. Es ist eine kleine barocke Kapelle über einem rechteckigen Grundriss mit Walmdach und Dachreiter. Die Fassade weist eine toskanische Pilasterordnung auf, an der Vorderfront befindet sich ein breites eingezogenes Segmentportal. | BDA-Hist.: Q1637698 Status: § 2a Stand der BDA-Liste: 2025-06-30 Name: Johannes von Nepomuk-Kapelle, ehem. Linienkapelle GstNr.: 503 Hundsturmer Kapelle                                                                      |
| ja   | Datei hochladen | Figur hl. Josef mit Kind HERIS-ID: 11873 Objekt-ID: 7993                                                    | Bruno-Kreisky-Park Standort KG: Margarethen               | Diese Statue stammt aus der Entstehungszeit der Hundsturmer Kapelle (Bruno-Kreisky-Park) und war jahrzehntelang im Garten eines Hauses in der Linzer Straße aufgestellt. | BDA-Hist.: Q38115203 Status: § 2a Stand der BDA-Liste: 2025-06-30 Name: Figur hl. Josef mit Kind GstNr.: 506/6 |
| ja   | Datei hochladen | Figur, hl. Florian HERIS-ID: 11874 Objekt-ID: 7994 Wien Kulturgut: 71017                                    | Bruno-Kreisky-Park Standort KG: Margarethen               | Diese Statue stammt aus der Entstehungszeit der Hundsturmer Kapelle (Bruno-Kreisky-Park) und war jahrzehntelang im Garten eines Hauses in der Linzer Straße aufgestellt. | BDA-Hist.: Q38115247 Status: § 2a Stand der BDA-Liste: 2025-06-30 Name: Figur, hl. Florian GstNr.: 506/6 Bruno-Kreisky-Park, Florian                                                                                          |
| ja   | Datei hochladen | Figur hl. Rochus HERIS-ID: 11875 Objekt-ID: 7995                                                            | Bruno-Kreisky-Park Standort KG: Margarethen               | Diese Statue stammt aus der Entstehungszeit der Hundsturmer Kapelle (Bruno-Kreisky-Park) und war jahrzehntelang im Garten eines Hauses in der Linzer Straße aufgestellt. | BDA-Hist.: Q38115295 Status: § 2a Stand der BDA-Liste: 2025-06-30 Name: Figur hl. Rochus GstNr.: 506/6 |
| ja   | Datei hochladen | Schulgebäude HERIS-ID: 11437 Objekt-ID: 7537                                                                | Castelligasse 25 Standort KG: Margarethen                 | Gebäudeeinheit Viktor-Christ-Gasse 24 (heute KMS Bacherschule) / Castelligasse 25 (heute Lern- und Freizeitklub für Volksschüler; früher Schulgebäude der HTBL und BHS Wien V). Erbaut wurde diese Einheit 1881 von Alois Sallatmeyer. Es ist ein langgestreckter ärarischer Zweckbau, der in Neorenaissanceformen gegliedert ist, und in den Hauptgeschoßen Riesenlisenen aufweist. Die Fassaden in der Viktor-Christ-Gasse und der Castelligasse sind jeweils analog zueinander. | BDA-Hist.: Q38101139 Status: § 2a Stand der BDA-Liste: 2025-06-30 Name: Schule GstNr.: 879/3 |
| ja   | Datei hochladen | Kath. Pfarrkirche, Herz Jesu-Kirche HERIS-ID: 10449 Objekt-ID: 6508                                         | Einsiedlergasse 9 Standort KG: Margarethen                | Die ehemalige Klosterkirche der Nonnen zum Guten Hirten ist der erste neoromanische Bau Wiens. Erbaut wurde sie 1875–1879 von Josef Schmalzhofer. Es handelt sich um eine Backsteinkirche mit Zweiturmfassade und Giebelfront in der Straßenflucht. Im Inneren besteht sie aus einem einschiffigen Saalraum mit querschiffig angesetzten Kapellen. Das überhöhte Mitteljoch ist kreuzgratgewölbt, die anderen Teile sind tonnengewölbt. Der Hochaltar aus dem dritten Viertel des 19. Jahrhunderts ist von einer Figurengruppe (Kreuzigung) von Franz Schütz aus dem Jahr 1946 eingefasst. In der Apsis befindet sich eine Wandmalerei aus der Bauzeit von Josef Kastner.                                         | BDA-Hist.: Q1615003 Status: § 2a Stand der BDA-Liste: 2025-06-30 Name: Kath. Pfarrkirche, Herz Jesu-Kirche GstNr.: 772/2 Herz Jesu Kirche Wien Margareten                                                                     |
| ja   | Datei hochladen | Kommunaler Wohnbau HERIS-ID: 11797 Objekt-ID: 7915 Wiener Wohnen: 558                                       | Fendigasse 19–21 Standort KG: Margarethen                 | Diese Wohnhausanlage wurde 1930/31 von Herbert Kastinger und Hermann Stiegholzer erbaut. Es stammt von denselben Architekten und befindet sich im selben Block wie das Arbeitsamt in der Siebenbrunnenfeldgasse (Siebenbrunnenfeldgasse 20–22), bildet mit diesem aber keine Einheit, sondern folgt den Gestaltungsmustern der Gemeindebauten in der Umgebung. | BDA-Hist.: Q38112764 Status: § 2a Stand der BDA-Liste: 2025-06-30 Name: Kommunaler Wohnbau GstNr.: 729/15 |
| ja   | Datei hochladen | Kommunaler Wohnbau, Matteotti-Hof HERIS-ID: 10374 Objekt-ID: 6428 Wiener Wohnen: 96                         | Fendigasse 33–37 Standort KG: Margarethen                 | Diese Wohnhausanlage wurde 1926/27 von Heinrich Schmid und Hermann Aichinger erbaut. Die Hauptfassade mit Straßenüberbauung ist zum Gürtel hin orientiert und wirkt als Paraphrase eines Stadttores. Gegliedert wird der Bau durch übereck laufende Gesimse, Halbloggien und Fensterfolge, an den Gelenkstellen der Fassade befinden sich Kanterker. Die Höfe befinden sich auf verschiedenen Bodenniveaus. Anmerkung: Auch auf der anderen Seite der Fendigasse (34–36) | BDA-Hist.: Q1909382 Status: § 2a Stand der BDA-Liste: 2025-06-30 Name: Wohnhausanlage der Gemeinde Wien, Matteotti-Hof GstNr.: 618/74 Matteottihof                                                                            |
| BW   | Datei hochladen | Wohnung Margarete Schütte-Lihotzky HERIS-ID: 205396seit 2021                                                | Franzensgasse 16, Wohnung Nr. 40 Standort KG: Margarethen | In dieser Wohnung, die die Architektin nach ihren eigenen Vorstellungen einrichtete verbrachte sie die Jahre 1970–2000. Die Raumaufteilung blieb unverändert und viele Möbel sind noch erhalten. | BDA-Hist.: Q107467568 Status: Bescheid Stand der BDA-Liste: 2025-06-30 Name: Wohnung Margarethe Schütte-Lihotzky GstNr.: 1336/1                                                                                               |
| ja   | Datei hochladen | Wohnhaus HERIS-ID: 10456 Objekt-ID: 6515                                                                    | Franzensgasse 20 Standort KG: Margarethen                 | Dieses Biedermeier-Zinshaus mit reicher Fassadengliederung wurde 1830 von Georg Schiemann erbaut. Es weist eine große Pilasterordnung auf. Im Erdgeschoß haben die Fensterlünetten Jahreszeitenreliefs von Phillip Brandl, eine kassettierte Blendarkade am Fenster oberhalb des Einganges setzt einen Mittelakzent. | BDA-Hist.: Q38070141 Status: Bescheid Stand der BDA-Liste: 2025-06-30 Name: Wohnhaus GstNr.: 1313 |
| ja   | Datei hochladen | Wohnhausanlage der Angestellten-Versicherung HERIS-ID: 10385 Objekt-ID: 6439                                | Gassergasse 2–8 Standort KG: Margarethen                  | Diese Wohnhausanlage wurde 1930/31 von Karl Otto Limbach und Ludwig Tremmel erbaut. Die zeittypische Fassade weist reichen Majolikadekor auf. | BDA-Hist.: Q38067017 Status: Denkmalschutz prüfen Stand der BDA-Liste: 2025-06-30 Name: Wohnhausanlage der Angestellten-Versicherung GstNr.: 1512/30 Gassergasse 2                                                            |
| ja   | Datei hochladen | Rüdigerhof HERIS-ID: 10390 Objekt-ID: 6444                                                                  | Hamburgerstraße 20 Standort KG: Margarethen               | Der Rüdigerhof wurde 1902 von Oskar Marmorek erbaut und gilt als wichtiger Bau der Wagner-Schule. An dem hochaufragenden Baukörper mit Vorbau und Terrasse ist ein sparsamer geometrischer Dekor mit angebracht, der auch Balkone, Wellenputz und die Dachuntersicht einschließt. | BDA-Hist.: Q38067177 Status: Bescheid Stand der BDA-Liste: 2025-06-30 Name: Rüdigerhof GstNr.: 1243/1, 1242/4 Rüdigerhof |
| ja   | Datei hochladen | Spital der Franziskanerinnen von der christlichen Liebe (Hartmannspital) HERIS-ID: 10392 Objekt-ID: 6446    | Hartmanngasse 7–11, unger. Nr. Standort KG: Margarethen   | Dieser große späthistoristische Komplex mit rechteckigem Hof und langer additiv gegliederter Fassade wurde 1888–1891 errichtet. Die Seiten- und Mittelrisalite sind giebelbekrönt, das Portal weist neomanieristische Formen auf. In der Mittelachse des Straßentrakts befindet sich die Kapelle, die gegen den Hof als zweigeschoßiger Bau mit geradem Chorschluss vortritt. Sie ist in Neorenaissanceformen ausgestattet. | BDA-Hist.: Q1587343 Status: § 2a Stand der BDA-Liste: 2025-06-30 Name: Spital der Franziskanerinnen von der christlichen Liebe (Hartmannspital) GstNr.: 1491 Hartmannspital                                                   |
| ja   | Datei hochladen | U-Bahn Station Kettenbrückengasse, ehem. Stadtbahnstation HERIS-ID: 10406 Objekt-ID: 6460                   | Kettenbrückengasse Standort KG: Margarethen               | Diese von Otto Wagner geplante Station der Wiener Stadtbahn entspricht dem Typ der Tiefbahnstation. Sie ist ein Torbau für die Stiegenanlagen zum Bahnhof. Der Stil ist moderner (secessionistischer) als der der Hochbahnstationen. Das markanteste Element sind die auf durchbrochenen Metallpfeilern ruhenden Traggitterkonstruktionen über den Eingängen. Wie alle Stationen der Wientallinie wurde sie 1898 eröffnet. | BDA-Hist.: Q2465730 Status: § 2a Stand der BDA-Liste: 2025-06-30 Name: U-Bahn Station Kettenbrückengasse, ehem. Stadtbahnstation GstNr.: 1794 Kettenbrückengasse metro station                                                |
| ja   | Datei hochladen | Miets- und ehem. Gasthaus „Zur Goldenen Glocke“ mit Wandmalereien und Laube HERIS-ID: 10401seit 2025        | Kettenbrückengasse 9 Standort KG: Margarethen             | Das spätklassizistische Haus, dessen Mittelachsen durch eine große Pilasterordnung gegliedert sind wurde 1830 von Franz Lausch errichtet. Im Gasthausgarten befinden sich eine Laube sowie Wandmalereien mit dem Titel Tanzende Paare und Wiener Himmel, die mit 1926 bezeichnet sind. | BDA-Hist.: Q135155062 Status: Bescheid Stand der BDA-Liste: 2025-06-30 Name: Miets- und ehem. Gasthaus "Zur Goldenen Glocke" mit Wandmalereien und Laube GstNr.: 1329, 1328                                                   |
| ja   | Datei hochladen | Wohnhaus HERIS-ID: 10402 Objekt-ID: 6456                                                                    | Kettenbrückengasse 15 Standort KG: Margarethen            | Dieses vorstädtische Biedermeierhaus mit geschoßweise gegliedertem Mittelrisaliten und Rankendekor wurde 1827 erbaut. Es besitzt eine Zweipfeilertreppe. | BDA-Hist.: Q38067612 Status: Bescheid Stand der BDA-Liste: 2025-06-30 Name: Wohnhaus GstNr.: 1325 |
| ja   | Datei hochladen | Miethaus HERIS-ID: 10404 Objekt-ID: 6458                                                                    | Kettenbrückengasse 23 Standort KG: Margarethen            | Identadresse Rechte Wienzeile 41. Dieses große Biedermeierzinshaus mit additiver frühhistoristischer Fassade wurde 1828 von Josef Klee erbaut. Es besitzt einen rechteckigen Hof mit umfriedeten Garten und eine Dreipfeilertreppe. | BDA-Hist.: Q38067689 Status: Bescheid Stand der BDA-Liste: 2025-06-30 Name: Miethaus GstNr.: 1319 Wohnhaus (6458), Kettenbrückengasse 23, Vienna                                                                              |
| ja   | Datei hochladen | Wohnhaus HERIS-ID: 10413 Objekt-ID: 6467                                                                    | Laurenzgasse 3 Standort KG: Margarethen                   | Dieses Biedermeiergebäude wurde 1833 von Josef Klee erbaut. Der eingerückte Mittelrisalit weist einen Frontispiz auf, die Einfahrt hat Pilastergliederung mit Schwibbögen und führt in ein Platzlgewölbe. | BDA-Hist.: Q38067999 Status: Bescheid Stand der BDA-Liste: 2025-06-30 Name: Wohnhaus GstNr.: 1046/1 Laurenzgasse 3 |
| ja   | Datei hochladen | Kommunaler Wohnbau, Theodor-Körner-Hof, „Südturm“ HERIS-ID: 10415 Objekt-ID: 6469 Wiener Wohnen: 572        | Leopold-Rister-Gasse 5 Standort KG: Margarethen           | Der Südturm (auch Matzleinsdorfer Hochhaus) ist ein 1954 errichteter Stahlbetonbau und bildet das Zentrum des Theodor-Körner-Hofes auf dem vormals als Heu- und Strohmarkt bekannten Gelände. Der Wohnbaukomplex wurde 1952/53 nach Plänen von Ladislaus Hruska und Kurt Schlauss von C. Kosak, H. Paar und F. Schloßberg errichtet. | BDA-Hist.: Q1910907 Status: § 2a Stand der BDA-Liste: 2025-06-30 Name: Kommunaler Wohnbau, Theodor Körner-Hof, „Südturm“ GstNr.: 720/27 Matzleinsdorfer Hochhaus                                                              |
| ja   | Datei hochladen | U-Bahn-Station Margaretengürtel, ehem. Stadtbahnstation HERIS-ID: 10408 Objekt-ID: 6462                     | Margaretengürtel Standort KG: Margarethen                 | siehe U-Bahn-Station Kettenbrückengasse | BDA-Hist.: Q2465739 Status: § 2a Stand der BDA-Liste: 2025-06-30 Name: U-Bahn-Station Margaretengürtel, ehem. Stadtbahnstation GstNr.: 1788/1 Margaretengürtel metro station                                                  |
| ja   | Datei hochladen | Wohnhausanlage der Gemeinde Wien, Julius Ofner-Hof HERIS-ID: 10375 Objekt-ID: 6429 Wiener Wohnen: 97        | Margaretengürtel 22 Standort KG: Margarethen              | Der Julius-Ofner-Hof wurde 1926/27 von Ernst Lichtblau erbaut. Der Grundriss des Gebäudes ist L-förmig und es hat mehrere Höfe. Die Hauptfassade ist mit Risaliten und Balkonen gegliedert. Das Portalfeld tritt hervor und ist mit Sichtziegeldekor hervorgehoben, die Portalumrahmungen sind massiv. | BDA-Hist.: Q38066342 Status: § 2a Stand der BDA-Liste: 2025-06-30 Name: Wohnhausanlage der Gemeinde Wien, Julius Ofner-Hof GstNr.: 1031/1 Julius-Ofner-Hof                                                                    |
| ja   | Datei hochladen | Kommunaler Wohnbau, Julius-Popp-Hof HERIS-ID: 10378 Objekt-ID: 6432 Wiener Wohnen: 94                       | Margaretengürtel 76–80 Standort KG: Margarethen           | Der Julius-Popp-Hof und der Herweghof (Margaretengürtel 82–88) bilden einen einheitlichen Komplex, der von Heinrich Schmid und Hermann Aichinger 1925–1927 errichtet wurde. Zwischen den Höfen verläuft eine als Grünanlage gestaltete Gasse, die zum Matteottihof (Fendigasse 34–36) hinführt. Die Höfe sind als einander durchdringende Baublöcke gestaltet, die mit Halbloggien, Balkons und übereckgezogene Gesimse gegliedert sind. Ein auffälliges Element sind die Laubengänge im Erdgeschoß an der Gürtelseite. Der Julius-Popp-Hof ist der geschlossenere der beiden Höfe, zur Einsiedlergasse hin weist er eine abgetreppte Fassadenfront mit Giebeln auf.                                              | BDA-Hist.: Q1670866 Status: § 2a Stand der BDA-Liste: 2025-06-30 Name: Wohnhausanlage der Gemeinde Wien, Julius-Popp-Hof GstNr.: 618/62 Julius-Popp-Hof                                                                       |
| ja   | Datei hochladen | Kommunaler Wohnbau, Herwegh-Hof HERIS-ID: 10608 Objekt-ID: 6668 Wiener Wohnen: 98                           | Margaretengürtel 82–88 Standort KG: Margarethen           | Der Herweghof bildet mit dem Julius-Popp-Hof (Margaretengürtel 76–80) eine Einheit. Seine Nordwestecke ist als breiter abgerundeter Rücksprung gestaltet, um den Blick zum Matteottihof zu lenken. | BDA-Hist.: Q1247365 Status: § 2a Stand der BDA-Liste: 2025-06-30 Name: Wohnhausanlage der Gemeinde Wien, Herwegh-Hof GstNr.: 618/57 Herweghhof                                                                                |
| ja   | Datei hochladen | Kommunaler Wohnbau, Metzleinstalerhof HERIS-ID: 10379 Objekt-ID: 6433 Wiener Wohnen: 92                     | Margaretengürtel 90–98 Standort KG: Margarethen           | Der Metzleinstaler Hof war der erste Gemeindebau in Form eines Wohnblocks und als solcher stilbildend für die späteren Bauten des „Roten Wien“. 1919–1921 wurde der Teil am Gürtel von Robert Kalesa erbaut, der 1923/24 von Hubert Gessner zu einem Hof geschlossen wurde. Die Hauptfassade ist durch Polygonal- und Runderker rhythmisiert, die Attikazone im Mittelteil ist durch Dreieckgesimse gegliedert. Besonders der jüngere Teil des Hofes ist sehr reichhaltig und kleinteilig keramisch dekoriert. | BDA-Hist.: Q1716469 Status: § 2a Stand der BDA-Liste: 2025-06-30 Name: Wohnhausanlage der Gemeinde Wien, Metzleinstalerhof GstNr.: 627/15, 627/20 Metzleinstaler Hof                                                          |
| ja   | Datei hochladen | Kommunaler Wohnbau, Reumannhof HERIS-ID: 10380 Objekt-ID: 6434 Wiener Wohnen: 93                            | Margaretengürtel 100–110 Standort KG: Margarethen         | Der Reumannhof wurde 1924–1926 von Hubert Gessner erbaut. Es ist ein symmetrisch angelegter Superblock mit einem mittleren ehrenhofartigen Straßenhof, der zum Gürtel hin mit Pavillons und Pfeilerhallen abgeschlossen ist. Hinter dem Hof befindet sich eine monumental überhöhte Hauptfassade mit vorgelegten Kanterkern und bekrönender Arkatur. Im Erdgeschoß sind die einzelnen Baukörper durch Betonpergolen verbunden, die Straßenfassaden sind durch Erker, Risalite und Loggien vertikalisierend gegliedert. Die monumentalen Durchfahrten sind mit Sichtziegel und zum Teil mit Majolikadekor ausgestattet.                                                                                            | BDA-Hist.: Q1571359 Status: § 2a Stand der BDA-Liste: 2025-06-30 Name: Wohnhausanlage der Gemeinde Wien, Reumannhof GstNr.: 606/17 Reumannhof                                                                                 |
| ja   | Datei hochladen | Wohnhausanlage der Gemeinde Wien, Ernst-Hinterberger-Hof HERIS-ID: 10381 Objekt-ID: 6435 Wiener Wohnen: 557 | Margaretengürtel 122–124 Standort KG: Margarethen         | Dieser kommunale Wohnbau mit ursprünglich 116 Wohneinheiten wurde in der 2. Hälfte der 1920er Jahre nach Plänen von Adolf Jelletz erbaut und 2013 nach dem Autor Ernst Hinterberger benannt. Es handelt sich um eine dreiseitige Eckbebauung um einen quadratischen Hof. Die Gliederung erfolgt durch übereck laufende Gesimse sowie Loggien- und Fenstergruppen. Anmerkung: Identadressen Gießaufgasse 33–35 und Josef-Schwarz-Gasse 5–7 | BDA-Hist.: Q38066707 Status: § 2a Stand der BDA-Liste: 2025-06-30 Name: Wohnhausanlage der Gemeinde Wien, heute Ernst Hinterberger-Hof GstNr.: 613/6 Ernst Hinterberger-Hof                                                   |
| ja   | Datei hochladen | Kommunaler Wohnbau, Franz-Domes-Hof HERIS-ID: 10382 Objekt-ID: 6436 Wiener Wohnen: 99                       | Margaretengürtel 126–134 Standort KG: Margarethen         | Der Franz-Domes-Hof wurde 1928–1930 von Peter Behrens erbaut. Es ist eine asymmetrische Anlage mit einem zum Gürtel hin offenen Straßenhof, der dortige Abschluss wurde erst später hinzugefügt. Die betont nüchterne Fassade wird durch Sohlbankgesimse, Loggien und Balkons gegliedert, die Treppenhäuser sind an den Kanten durchgehend verglast. | BDA-Hist.: Q1274011 Status: § 2a Stand der BDA-Liste: 2025-06-30 Name: Wohnhausanlage der Gemeinde Wien, Franz-Domes-Hof GstNr.: 615/18 Franz-Domes-Hof                                                                       |
| ja   | Datei hochladen | Margaretenbrunnen HERIS-ID: 10416 Objekt-ID: 6470 Wien Kulturgut: 43581                                     | Margaretenplatz 5, bei Standort KG: Margarethen           | Die Bleifigur Heilige Margarete stammt von Johann Nepomuk Schaller aus dem Jahr 1836, dazu wurden 1886 von Alois Hauser ein Sockel und von Wilhelm Sturm die Wasserspeier geschaffen. | BDA-Hist.: Q1895075 Status: § 2a Stand der BDA-Liste: 2025-06-30 Name: Margaretenbrunnen GstNr.: 1673/1 Margaretenbrunnen |
| ja   | Datei hochladen | Wohnhaus, Teil des Margaretner Schlosses HERIS-ID: 10417 Objekt-ID: 6471                                    | Margaretenplatz 2 Standort KG: Margarethen                | Das Margaretener Schloss wurde einschließlich seines Garten 1786 parzelliert, aus dieser Zeit stammt auch dieses Haus, das josephinischen Charakter aufweist. 1848 wurde es verändert. Es ist ein mächtiger kubischer Bau mit Walmdach, Plattenfassade und Korbbogenportal mit Nutung. | BDA-Hist.: Q38068229 Status: Bescheid Stand der BDA-Liste: 2025-06-30 Name: Wohnhaus, Teil des Margaretner Schlosses GstNr.: 143 Margaretenplatz 2, Vienna                                                                    |
| ja   | Datei hochladen | Bürgerhaus, Teil des Margaretner Schlosses HERIS-ID: 10418 Objekt-ID: 6472                                  | Margaretenplatz 3 Standort KG: Margarethen                | Dieser Bauteil war der Kern des Schlosses, die ältesten Teile straßenseitig stammen aus dem späten 14. Jahrhundert, das Haus wurde mehrmals umgebaut und erweitert, zuletzt im 19. Jahrhundert. Es handelt sich um ein zweigeschoßiges Vorstadthaus mit leicht gekrümmter Front und rechteckigem Hof. Oberhalb des Haustores ist eine Bauinschrift des Schlosses mit dem Chronogramm 1651. | BDA-Hist.: Q38068289 Status: Bescheid Stand der BDA-Liste: 2025-06-30 Name: Bürgerhaus, Teil des Margaretner Schlosses GstNr.: 139 Margaretenplatz 3, Vienna                                                                  |
| ja   | Datei hochladen | Margaretenhof HERIS-ID: 40880 Objekt-ID: 41083                                                              | Margaretenplatz 4 Standort KG: Margarethen                | Dieser späthistoristische Zinshauskomplex wurde 1884/85 anstelle des Margaretener Bräuhauses von den Architekten Fellner und Helmer erbaut und verbindet auf originelle Weise den städtischen Zinshausbau mit der Cottage-Idee: Hinter dem Hauptblock sind die Bauteile durch eine Allee verbunden. Die Fassade zum Platz spiegelt in ihrer repräsentativen Art die Monumentalität des Schlosses. | BDA-Hist.: Q6022179 Status: Bescheid Stand der BDA-Liste: 2025-06-30 Name: Margaretenhof GstNr.: 132, 133/1, 133/3, 133/6, 133/7, 133/8, 133/10, 133/12, 133/15, 133/16, 133/18, 133/19 Margaretenhof                         |
| ja   | Datei hochladen | Bürgerhaus, Teil des Margaretner Schlosses, Café Cuadro HERIS-ID: 10419 Objekt-ID: 6474                     | Margaretenstraße 77 Standort KG: Margarethen              | Dieser Bauteil wurde des Schlosses wurde vor 1672 erbaut, 1786 und 1807 umgebaut und erweitert. | BDA-Hist.: Q38068362 Status: Bescheid Stand der BDA-Liste: 2025-06-30 Name: Bürgerhaus, Teil des Margaretner Schlosses, Café Cuadro GstNr.: 138/1 Margaretenstraße 77, Vienna                                                 |
| ja   | Datei hochladen | Miethaus HERIS-ID: 10423 Objekt-ID: 6480                                                                    | Margaretenstraße 100 Standort KG: Margarethen             | Dieses secessionistische Zinshaus mit Anklängen an den westeuropäischen Jugendstil wurde 1902 von Hans Schimitzek erbaut. Die flächige, durch farbige Klinker gegliederte Fassade weist einige originelle Details auf. | BDA-Hist.: Q38068623 Status: Bescheid Stand der BDA-Liste: 2025-06-30 Name: Miethaus GstNr.: 247/1 Margaretenstraße 100, Vienna                                                                                               |
| ja   | Datei hochladen | Sonderstrafanstalt Mittersteig HERIS-ID: 10425 Objekt-ID: 6482                                              | Mittersteig 25 Standort KG: Margarethen                   | Dieses Gerichtsgebäude wurde 1908–1912 erbaut. Die Straßenfront hat mit rustiziertem Sockel, Schopfwalmdach, Dachhäuschen und Dachreiter Anklänge an den strengen Heimatstil. Das Rundbogenportal mit Gebälk ist pilasterflankiert. | BDA-Hist.: Q1522504 Status: Bescheid Stand der BDA-Liste: 2025-06-30 Name: Sonderstrafanstalt Mittersteig GstNr.: 1134/3 Justizanstalt Wien-Mittersteig                                                                       |
| ja   | Datei hochladen | Figur, hl. Johannes Nepomuk HERIS-ID: 11435 Objekt-ID: 7535 Wien Kulturgut: 43582                           | Pilgrambrücke B, bei Standort KG: Margarethen             | Diese Statue stammt aus dem ersten Viertel des 18. Jahrhunderts. | BDA-Hist.: Q38101055 Status: § 2a Stand der BDA-Liste: 2025-06-30 Name: Figur, hl. Johannes Nepomuk GstNr.: 1617/8 Statue of John of Nepomuk, Rechte Wienzeile 85, Margareten                                                 |
| ja   | Datei hochladen | U-Bahn Station Pilgramgasse, ehem. Stadtbahnstation HERIS-ID: 10407 Objekt-ID: 6461                         | Pilgramgasse Standort KG: Margarethen                     | siehe U-Bahn-Station Kettenbrückengasse | BDA-Hist.: Q873079 Status: § 2a Stand der BDA-Liste: 2025-06-30 Name: U-Bahn Station Pilgramgasse, ehem. Stadtbahnstation GstNr.: 1788/1 Pilgramgasse metro station                                                           |
| ja   | Datei hochladen | Vorwärts-Verlag HERIS-ID: 10427 Objekt-ID: 6485                                                             | Rechte Wienzeile 97 Standort KG: Margarethen              | Dieses jetzige Hotel war jahrzehntelang die Druckerei des Vorwärts-Verlages und ist somit ein wichtiges Denkmal der österreichischen Sozialdemokratie. Auch von seinen architektonischen Formen ist das Gebäude ein wichtiger Vorläufer der Gemeindebauten der Zwischenkriegszeit. Es wurde 1907–1909 von Hubert und Franz Gessner erbaut. Die Fassade weist einen verfliesten Sockel auf, die Achsen werden von den vier großen Sprossenfenster des dritten Obergeschoßes konzentrierend gestrafft. Darüber erhebt sich eine abgetreppte Attika mit Figuren (Arbeiter und Arbeiterin) von Anton Hanak, die aus dem Jahr 1910 stammen.                                                                            | BDA-Hist.: Q2534713 Status: Bescheid Stand der BDA-Liste: 2025-06-30 Name: Vorwärts-Verlag GstNr.: 32/3 Vorwärts-Gebäude |
| ja   | Datei hochladen | Relieffriese HERIS-ID: 11438 Objekt-ID: 7538                                                                | Reinprechtsdorfer Straße 1B Standort KG: Margarethen      | An der Innen- und Außenseite der Einfahrt zum Theodor-Körner-Hof befinden sich zwei Relieffriese von Fritz Wotruba, geschaffen 1953–1955. | BDA-Hist.: Q38101174 Status: § 2a Stand der BDA-Liste: 2025-06-30 Name: Relieffriese GstNr.: 720/31 Wotruba-Fries, Theodor-Körner-Hof                                                                                         |
| ja   | Datei hochladen | Wohn- und Geschäftshaus, ehemals Kunstmöbelfabrik Bothe und Ehrmann HERIS-ID: 10428 Objekt-ID: 6486         | Schloßgasse 14 Standort KG: Margarethen                   | Das Geschäftsgebäude Bothe und Ehrmann wurde 1912/1913 von Ernst Epstein erbaut. Die Geschäftszone ist durch ist durch Ständergliederung und seitlich eingesetzte Säulen akzentuiert, die Wohnzone darüber ist allerdings durch die Eintiefung der Seitenachsen mit der Geschäftszone verklammert. Die Fassade weist neoklassizistischen Reliefdekor auf. Die Tore sind original erhalten, Einfahrten, Liftgitter und die Vestibülverkleidung wurden 1983 rekonstruiert. In den Medien hat dieses Gebäude den Spitznamen Epstein-Haus. | BDA-Hist.: Q38068959 Status: Bescheid Stand der BDA-Liste: 2025-06-30 Name: Wohn- und Geschäftshaus, Bothe und Ehrmann GstNr.: 154 Haus Bothe & Ehrmann                                                                       |
| ja   | Datei hochladen | Bürgerhaus HERIS-ID: 10429 Objekt-ID: 6487                                                                  | Schloßgasse 15 Standort KG: Margarethen                   | Dieses josephinische Vorstadthaus wurde nach der Parzellierung des Schlossgartens 1786 erbaut. Es weist einen zeittypischen Plattendekor sowie ein Hufeisen als Hauszeichen auf. | BDA-Hist.: Q38069004 Status: Bescheid Stand der BDA-Liste: 2025-06-30 Name: Bürgerhaus GstNr.: 216 |
| ja   | Datei hochladen | Bürgerhaus HERIS-ID: 11796 Objekt-ID: 7914                                                                  | Schloßgasse 20 Standort KG: Margarethen                   | Dieses biedermeierliche Vorstadthaus mit Blendpfeilerarkatur stammt aus dem Jahr 1827 von Peter Gerl. | BDA-Hist.: Q38112754 Status: Bescheid Stand der BDA-Liste: 2025-06-30 Name: Bürgerhaus GstNr.: 149 |
| ja   | Datei hochladen | Bürgerhaus, Teil des Margaretner Schlosses, Gasthaus Silberwirt HERIS-ID: 47670 Objekt-ID: 50908            | Schloßgasse 21 Standort KG: Margarethen                   | Dieses Haus stammt als Teil des Margaretner Schlosses (siehe Margaretenplatz 2) in der heutigen Form aus den 1780er-Jahren. | BDA-Hist.: Q38027802 Status: Bescheid Stand der BDA-Liste: 2025-06-30 Name: Bürgerhaus, Teil des Margaretner Schlosses, Gasthaus Silberwirt GstNr.: 142 Schloßgasse 21, Vienna                                                |
| ja   | Datei hochladen | Miethaus HERIS-ID: 10430 Objekt-ID: 6488                                                                    | Schönbrunner Straße 23 Standort KG: Margarethen           | Dieses 1848 von Karl Pranter erbaute Zinshaus ist ein früher Vorläuferbau für den Historismus. Der lisenengerahmte Mittelrisalit wird durch einen erhöhten Rundbogenfries abgeschlossen, am Portal befindet sich ein Dreipassfries. Im dreiseitigen Hof befinden sich dreigeschoßige geschlossene Pawlatschen. | BDA-Hist.: Q38069038 Status: Bescheid Stand der BDA-Liste: 2025-06-30 Name: Miethaus GstNr.: 1376 Miethaus Schönbrunner Straße 23, Wien-Margareten                                                                            |
| ja   | Datei hochladen | Ehem. Arbeitsamt f. Metallverarbeitung u. Holzindustrie HERIS-ID: 10436 Objekt-ID: 6494                     | Siebenbrunnenfeldgasse 20–22 Standort KG: Margarethen     | Dieser monumentale freistehende kubische Block wurde 1929–1931 von Hermann Stiegholzer und Herbert Kastinger erbaut. Die Gliederung ist streng symmetrisch, die Ecktravéen sind risalitartig abgesetzt und an den Kanten wandhaft geschlossen. Die Flächen werden durch lamellenartige Betonständer und eingetiefte Fensterschlitze gegliedert. | BDA-Hist.: Q38069336 Status: Bescheid Stand der BDA-Liste: 2025-06-30 Name: Ehem. Arbeitsamt f. Metallverarbeitung u. Holzindustrie GstNr.: 729/7 Siebenbrunnenfeldgasse 20                                                   |
| ja   | Datei hochladen | Kath. Pfarrkirche Auferstehung Christi HERIS-ID: 10448seit 2024                                             | Siebenbrunnenfeldgasse 24 Standort KG: Margarethen        | Der in eine Wohnhausanlage eingepasste Stahlbetonbau wurde 1969–1971 von Josef Vytiska errichtet. Die leicht zurückgesetzte Fassade mit horizontalen Fensterschlitzen in Rücksprüngen hat einen risalitartigen Glockenturm mit einem Mosaikkreuz. | BDA-Hist.: Q2082540 Status: Bescheid Stand der BDA-Liste: 2025-06-30 Name: Kath. Pfarrkirche Auferstehung Christi GstNr.: 731/10 Auferstehung-Christi-Kirche, Margareten                                                      |
| ja   | Datei hochladen | Miethaus HERIS-ID: 111192 Objekt-ID: 128980                                                                 | Siebenbrunnengasse 29 Standort KG: Margarethen            | Dieses strenghistoristische gartenpalaisartig freistehende Miethaus wurde 1873 erbaut. Es weist Seitenrisalite, eine additive Gliederung und reichen Neorenaissancedekor auf. | BDA-Hist.: Q37822546 Status: Bescheid Stand der BDA-Liste: 2025-06-30 Name: Miethaus GstNr.: 872/5 Siebenbrunnengasse 29, Vienna                                                                                              |
| ja   | Datei hochladen | Siebenbrunnen HERIS-ID: 11436 Objekt-ID: 7536 Wien Kulturgut: 43575                                         | Siebenbrunnenplatz 4, bei Standort KG: Margarethen        | Dieser Brunnen stammt von Richard Kauffungen aus dem Jahr 1904. Es ist ein Steinsockel mit seitlichen Wangen um ein Rechteckbassin. Unterhalb der allegorischen Figur Vindobona befindet sich ein Reliefportrait Karl Luegers und die Wappen der ehemaligen Vorstädte im heutigen V. Bezirk. | BDA-Hist.: Q2282290 Status: § 2a Stand der BDA-Liste: 2025-06-30 Name: Siebenbrunnen GstNr.: 1660/2 Siebenbrunnen |
| ja   | Datei hochladen | Kath. Pfarrkirche hl. Josef, Margaretner Pfarrkirche HERIS-ID: 10452 Objekt-ID: 6511                        | Sonnenhofgasse 3 Standort KG: Margarethen                 | Die Kirche wurde 1765–1769 von Franz Duschinger an Stelle der Sonnenhofkapelle errichtet, 1903 wurde der Turm aufgesetzt, auch später im 20. Jahrhundert erfolgten Erweiterungen. Die Fassade weist einen seichten Mittelrisaliten auf, der auf die Attika aufgesetzte Turm hat rundbogige Schallfenster und einen geschweiften Helm mit Laterne. Das Innere besteht aus zwei kreuzförmig überkuppelten Raumeinheiten mit halbkreisförmiger Apsis. Die Altäre sind von Johann Ferdinand Hetzendorf von Hohenberg entworfen, das Hochaltarbild stammt von Bartolomeo Altomonte. | BDA-Hist.: Q21517532 Status: § 2a Stand der BDA-Liste: 2025-06-30 Name: Kath. Pfarrkirche hl. Josef, Margaretner Pfarrkirche GstNr.: 1 St. Josef zu Margareten                                                                |
| ja   | Datei hochladen | Ehem. Landwehrdepot, heute Textilfachschule HERIS-ID: 10437 Objekt-ID: 6495                                 | Spengergasse 20 Standort KG: Margarethen                  | Identadressen Siebenbrunnengasse 35, Stolberggasse 40 und 42. Diese heutige Schule (HTL Spengergasse) wurde 1889–1896 als Kaserne und Depot erbaut. Um einen mächtigen vierachsigen Mittelblock mit sparsamer Neorenaissancegliederung gruppieren sich mehrere Seitentrakte, derjenige zur Siebenbrunnengasse hin weist monumentale neobarocke Gliederung auf. | BDA-Hist.: Q38069424 Status: § 2a Stand der BDA-Liste: 2025-06-30 Name: Ehem. Landwehrdepot, heute Textilfachschule GstNr.: 862 Landwehrmontur-Depot                                                                          |
| ja   | Datei hochladen | Miethaus HERIS-ID: 10391 Objekt-ID: 6445                                                                    | Steggasse 1 Standort KG: Margarethen                      | Dieses Miethaus wurde 1901/02 von Jože Plečnik gebaut und gilt als wichtiges Frühwerk. Das Haus steht auf drei Seiten frei, die Ecken werden durch Balkone betont. Der Dekor ist sparsam, nur zum Wienfluss hin ist er reicher. | BDA-Hist.: Q38067206 Status: Bescheid Stand der BDA-Liste: 2025-06-30 Name: Miethaus GstNr.: 1249 Steggasse 1, Vienna |
| ja   | Datei hochladen | Kommunaler Wohnbau, Heine-Hof HERIS-ID: 10438 Objekt-ID: 6496 Wiener Wohnen: 95                             | Stöbergasse 4–20 Standort KG: Margarethen                 | Diese kommunale Wohnhausanlage wurde 1925/26 von Otto Prutscher erbaut. Der langgezogene sechsgeschoßige Bau ist in zurückhaltend-expressiven Formen erbaut worden. Gegenüber der Einmündung von Leitgebgasse und Höglmüllergasse befinden sich Straßenhöfe mit vergiebelten Schaufronten. | BDA-Hist.: Q1450677 Status: § 2a Stand der BDA-Liste: 2025-06-30 Name: Wohnhausanlage der Gemeinde Wien, Heine-Hof GstNr.: 836/21 Heinehof                                                                                    |
| ja   | Datei hochladen | Volksschule der Stadt Wien HERIS-ID: 10439 Objekt-ID: 6497                                                  | Stolberggasse 53 Standort KG: Margarethen                 | Identadresse Vogelsanggasse 36 – dort als Österreichisches Wirtschafts- und Gesellschaftsmuseum. Dieser späthistoristische Backsteinbau wurde 1887/88 erbaut. Die additive Fassade mit flachen Seitenrisaliten weist gotisierende Elemente auf. Zur Stolberggasse hin befindet sich ein Spitzbogenportal, das von allegorischen Terrakottafiguren (Fleiß und Gelehrsamkeit) auf Konsolen bekrönt wird. | BDA-Hist.: Q38069560 Status: § 2a Stand der BDA-Liste: 2025-06-30 Name: Volksschule der Stadt Wien GstNr.: 836/31, 836/32 Stolberggasse 53                                                                                    |
| ja   | Datei hochladen | Miethaus HERIS-ID: 10596 Objekt-ID: 6655                                                                    | Storkgasse 15 Standort KG: Margarethen                    | Dieses Haus ist Teil eines Ensembles, das sich auf Siebenbrunnenfeldgasse 12–18 und Storkgasse 11–17 (d.h. den gesamten Häuserblock) erstreckt. Die Häuser wurden 1911 von Ernst Epstein erbaut. Die Fassaden weisen Elemente des Neoklassizismus mit Ausstattung der Wiener Werkstätte auf, was allerdings an den Häusern in der Storkgasse nur mehr teilweise erhalten ist. | BDA-Hist.: Q38074125 Status: Bescheid Stand der BDA-Liste: 2025-06-30 Name: Miethaus GstNr.: 726/3 Storkgasse 15, Vienna |
| ja   | Datei hochladen | Gesellschafts- und Wirtschaftsmuseum HERIS-ID: 112074 Objekt-ID: 130125seit 2014                            | Vogelsanggasse 36 Standort KG: Margarethen                | Identadresse Stolberggasse 53, dort als Volksschule. Dieser späthistioristische Backsteinbau wurde 1887/88 errichtet, er hat zur Vogelsanggasse hin ein flaches Doppelportal. Das Museum wurde 1924 auf Initiative von Otto Neurath gegründet, seit 2033 gibt es in diesem Gebäude auch ein Kaffeemuseum. | BDA-Hist.: Q132168769 Status: Bescheid Stand der BDA-Liste: 2025-06-30 Name: Gesellschafts- und Wirtschaftsmuseum GstNr.: 843/11 Vogelsanggasse 36                                                                            |
| ja   | Datei hochladen | Miethaus HERIS-ID: 10441 Objekt-ID: 6500seit 2012                                                           | Wehrgasse 22 Standort KG: Margarethen                     | Dieses Haus wurde 1910 von Fritz Keller und Fritz von Herzmanovsky-Orlando erbaut, es ist die einzige bekannte Arbeit des Schriftstellers aus seiner Zeit als Architekt. Es ist in secessionistischen Formen gehalten und weist einen Eckerker und mehrfach vertiefte Fensterlaibungen auf. | BDA-Hist.: Q38069655 Status: Bescheid Stand der BDA-Liste: 2025-06-30 Name: Miethaus GstNr.: 1338 Wehrgasse 22 |
| ja   | Datei hochladen | Flora-Hof HERIS-ID: 10442 Objekt-ID: 6501                                                                   | Wiedner Hauptstraße 88 Standort KG: Margarethen           | Dieses secessionistische Zinshaus wurde 1901/02 von Wunibald Deininger erbaut und ist ein wichtiges Beispiel der Bautätigkeit der Wagner-Schule. Es weist eine abgerundete, abgesenkte Kante, Flacherker und sparsamen Dekor auf, wozu insbesondere die fliesenhinterlegten Balkons gehören. | BDA-Hist.: Q38069664 Status: Bescheid Stand der BDA-Liste: 2025-06-30 Name: Flora-Hof GstNr.: 1503/1 Flora-Hof |
| ja   | Datei hochladen | Kath. Pfarrkirche St. Florian, Matzleinsdorfer Pfarrkirche HERIS-ID: 10453 Objekt-ID: 6512                  | Wiedner Hauptstraße 99 Standort KG: Margarethen           | Die Kirche wurde 1961–1963 in der Nähe einer aus verkehrstechnischen Gründen 1965 abgerissenen älteren Florianikirche („Rauchfangkehrerkirche“) erbaut. Die Architekten waren Rudolf Schwarz und Hans Petermair. Der Stahlbetonbau ist hochrechteckig, alle Flächen sind durch Fensterfolgen aufgelöst, die an der Vorderfassade zu einem Kreuz angeordnet sind. Die Glasfenster stammen von Giselbert Hoke. | BDA-Hist.: Q24669529 Status: § 2a Stand der BDA-Liste: 2025-06-30 Name: Kath. Pfarrkirche St. Florian, Matzleinsdorfer Pfarrkirche GstNr.: 1522/1 Florianikirche                                                              |
| ja   | Datei hochladen | Bildstock HERIS-ID: 10618 Objekt-ID: 6679 Wien Kulturgut: 43574                                             | vor Wiedner Hauptstraße 99 Standort KG: Margarethen       | Dieser Pfeiler mit Pietà-Darstellung stammt laut Inschrift aus dem Jahr 1657 und wurde jeweils hundert und zweihundert Jahre danach restauriert. | BDA-Hist.: Q38074644 Status: § 2a Stand der BDA-Liste: 2025-06-30 Name: Bildstock GstNr.: 1522/1 Pietà Statue (Wiedner Hauptstraße, Vienna)                                                                                   |
| ja   | Datei hochladen | Miethaus HERIS-ID: 10444 Objekt-ID: 6503                                                                    | Zeinlhofergasse 5 Standort KG: Margarethen                | Alle Häuser in der Zeinlhofergasse wurden 1885/86 von Fellner & Helmer erbaut und entsprechen einer einheitlichen späthistoristischen Wohnstraßenkonzeption, wie sie in Wien selten ist. Die Häuser haben Vorgärten, die Akzentuierung erfolgt auf die jeweils mittleren Fassaden jeder Straßenseite. | BDA-Hist.: Q38069688 Status: Bescheid Stand der BDA-Liste: 2025-06-30 Name: Miethaus GstNr.: 1203/1 |
| ja   | Datei hochladen | Miethaus HERIS-ID: 10603 Objekt-ID: 6663seit 2014                                                           | Zeinlhofergasse 6 Standort KG: Margarethen                | siehe Zeinlhofergasse 5 | BDA-Hist.: Q38074289 Status: Bescheid Stand der BDA-Liste: 2025-06-30 Name: Miethaus GstNr.: 1204/3 |
| ja   | Datei hochladen | Miethaus HERIS-ID: 10599 Objekt-ID: 6659                                                                    | Zeinlhofergasse 7 Standort KG: Margarethen                | siehe Zeinlhofergasse 5 | BDA-Hist.: Q38074260 Status: Bescheid Stand der BDA-Liste: 2025-06-30 Name: Miethaus GstNr.: 1211/4, 1211/14 |
| ja   | Datei hochladen | Miethaus HERIS-ID: 10604 Objekt-ID: 6664                                                                    | Zeinlhofergasse 8 Standort KG: Margarethen                | siehe Zeinlhofergasse 5 | BDA-Hist.: Q38074318 Status: Bescheid Stand der BDA-Liste: 2025-06-30 Name: Miethaus GstNr.: 1211/3 |
| ja   | Datei hochladen | Miethaus HERIS-ID: 10600 Objekt-ID: 6660                                                                    | Zeinlhofergasse 9 Standort KG: Margarethen                | siehe Zeinlhofergasse 5 | BDA-Hist.: Q38074269 Status: Bescheid Stand der BDA-Liste: 2025-06-30 Name: Miethaus GstNr.: 1211/9 |
| ja   | Datei hochladen | Miethaus HERIS-ID: 10605 Objekt-ID: 6665                                                                    | Zeinlhofergasse 10 Standort KG: Margarethen               | siehe Zeinlhofergasse 5 | BDA-Hist.: Q38074331 Status: Bescheid Stand der BDA-Liste: 2025-06-30 Name: Miethaus GstNr.: 1211/12 |
| ja   | Datei hochladen | Miethaus HERIS-ID: 10601 Objekt-ID: 6661                                                                    | Zeinlhofergasse 11 Standort KG: Margarethen               | siehe Zeinlhofergasse 5 | BDA-Hist.: Q38074279 Status: Bescheid Stand der BDA-Liste: 2025-06-30 Name: Miethaus GstNr.: 1211/5 |
| ja   | Datei hochladen | Miethaus HERIS-ID: 10606 Objekt-ID: 6666                                                                    | Zeinlhofergasse 12 Standort KG: Margarethen               | siehe Zeinlhofergasse 5 | BDA-Hist.: Q38074341 Status: Bescheid Stand der BDA-Liste: 2025-06-30 Name: Miethaus GstNr.: 1211/2 |
| ja   | Datei hochladen | Bürgerhaus, „Zum Sandwirt“ HERIS-ID: 10445 Objekt-ID: 6504                                                  | Ziegelofengasse 19 Standort KG: Margarethen               | Dieses dreigeschoßige Biedermeier-Vorstadthaus wurde 1825–1827 erbaut. Die Fassade hat einen seichten Mittelrisaliten mit Blendpfeilerarkatur. | BDA-Hist.: Q38069764 Status: Bescheid Stand der BDA-Liste: 2025-06-30 Name: Bürgerhaus, „Zum Sandwirt“ GstNr.: 1466/1 Sandwirthaus, Ziegelofengasse 3, Vienna                                                                 |
| ja   | Datei hochladen | Miethaus HERIS-ID: 10446 Objekt-ID: 6505                                                                    | Ziegelofengasse 37 Standort KG: Margarethen               | Dieses um 1770 entstandene spätbarocke Zinshaus ist eine regelmäßige Anlage um einen quadratischen Hof mit Plattenfassade. | BDA-Hist.: Q38069851 Status: Bescheid Stand der BDA-Liste: 2025-06-30 Name: Miethaus GstNr.: 1151 Ziegelofengasse 37, Vienna                                                                                                  |
| ja   | Datei hochladen | ehem. Stadtbahn – Teilbereich der heutigen U4 HERIS-ID: 111242 Objekt-ID: 129034                            | Standort KG: Margarethen                                  | Die Stadtbahn wurde ab 1892 im Zuge der Regulierung von Donaukanal und Wienfluss geplant, ästhetischer Beirat war seit 1894 Otto Wagner. Er plante mit seinen Mitarbeitern Unterbau, Hochbauten (Stützmauern, Brücken, Tunnelportale, Viadukte, Stationen) und Details (Geländer, Gitter, Tore, Möbel, Beleuchtungsköper etc.) aller Stadtbahnlinien. Es entstanden nach sechs Jahren Bauzeit etwa vierzig Bahnkilometer mit 36 Stationen im Stil des Späthistorismus mit Jugendstilelementen. Von 1969 bis 1989 wurde das System modernisiert und schrittweise in das U-Bahn-Netz integriert. In Margareten verkehrt die Stadtbahn parallel zum regulierten Wienfluss, ab dem Naschmarkt verläuft sie im Tunnel. | BDA-Hist.: Q37822839 Status: Bescheid Stand der BDA-Liste: 2025-06-30 Name: ehem. Stadtbahn – Teilbereich der heutigen U4 GstNr.: 1279/1, 1788/1, 1788/9, 1788/12, 1788/17, 1793, 1794, 1788/18 Vienna Stadtbahn architecture |
| ja   | Datei hochladen | Wientalverbauung HERIS-ID: 111777 Objekt-ID: 129787seit 2016                                                | Standort KG: Margarethen                                  | Die Regulierung des Wienflusses erfolgte in den Jahren 1894–1904, wo der größte Teil des Flusses in ein Betonbett gelegt wurde. Projektleiter waren Rudolf Krieghammer und Ludwig Leupschitz sowie Friedrich Ohmann und Josef Hackhofer (baukünstlerische Leitung). Otto Wagners Idee, den Fluss einzuwölben, um eine Prachtstraße zu errichten, wurde nur in einem Teilstück entsprochen. In Margareten betrifft dieser Eintrag die rechtsseitigen Fundamente der Pilgrambrücke und der Reinprechtsdorfer Brücke | BDA-Hist.: Q37826632 Status: Bescheid Stand der BDA-Liste: 2025-06-30 Name: Wientalverbauung GstNr.: 381/4, 1632, 1788/11 |

## Ehemalige Denkmäler
| Foto |                 | Denkmal           | Standort                                  | Beschreibung | Metadaten |
| ---- | --------------- | ----------------- | ----------------------------------------- | --- | --- |
| ja   | Datei hochladen | Miethaus bis 2010 | Arbeitergasse 30 Standort KG: Margarethen | Dieses 1871 von Johann Friedl erbaute strenghistoristische Zinshaus ist Teil eines Ensembles von fünf Häusern, die vom katholischen Maria-Elisabeth-Verein als Arbeiter-Wohnsiedlung gestiftet wurden, vgl. Arbeitergasse (Wien)#Carolinum | BDA-Hist.: Q125341992 Status: Stand der BDA-Liste: 2010-06-25 Name: Miethaus GstNr.: 750/5 Arbeitergasse 30, Vienna |